# Hans Richter (výtvarník)
Hans Richter (6. dubna 1888 Berlín – 1. února 1976 Minusio, Švýcarsko) byl německý malíř, dadaista a filmový producent. Byl jedním z mnoha německých umělců, jejichž dílo bylo v roce 1933 odsouzeno jako zvrhlé umění a v roce 1937 vystaveno na výstavě Entartete Kunst v Mnichově.

## Život
Hans Richter se s moderním uměním setkal v roce 1912 u skupiny Der Blaue Reiter. V roce 1914 byl ovlivněn kubismem. Jeho první výstava se konala v Mnichově v roce 1916. Ve stejném roce byl zraněn ve válce a byl propuštěn z armády. Odešel do Curychu a připojil se k hnutí Dada.
Richter věřil, že povinností umělce má být aktivně politická oponentura válce a podpora revoluce. Jeho první abstraktní dílo vzniklo v roce 1917. V roce 1918 se spřátelil s Vikingem Eggelingem a společně experimentovali s filmem. Richter byl v roce 1919 spoluzakladatelem Asociace revolučních umělců v Curychu.
Jeho film Rytmus 21 byl jedním z prvních „abstraktních“ filmů. V roce 1940 se Richter přestěhoval ze Švýcarska do Spojených států a přijal americké občanství. Vyučoval v Institutu filmových technik na městské univerzitě v New Yorku.
V New Yorku Richter režíroval také ve spolupráci s Maxem Ernstem, Jeanem Cocteauem, Paulem Bowlesem, Fernandem Légerem, Alexandrem Calderem, Marcelem Duchampem a dalšími dva filmy, Dreams that Money Can Buy (1947) a 8 x 8: A Chess Sonata in 8 Movements(1957), které byly částečně natočeny na trávníku jeho letního domu v Southbury v Connecticutu.
V roce 1957 natočil film s názvem Dadascope s originálními básněmi a prózami, které namluvili jejich tvůrci: Hans Arp, Marcel Duchamp, Raoul Hausmann, Richard Huelsenbeck a Kurt Schwitters. Po roce 1958 Richter strávil část roku v Ascona a Connecticutu a vrátil se k malbě. V roce 1963 režíroval krátký film From the Circus to the Moon o americkém sochaři Alexandru Calderovi. Richter byl rovněž autorem knihy Dada: Art and Anti-Art. 

## Filmografie
- Rhythmus 21 (1921)
- Rhythmus 23 (1923)
- Rhythmus 25 (1925)
- Filmstudie (1926) s hudbou Daria Milhauda
- Inflation (film)|Inflation (1927)
- Vormittagsspuk (s hudbiu Paul Hindemith) (1928)
- Zweigroschenzauber (1929)
- The Storming of La Sarraz (pouze scénář, režisér Sergej Ejzenštejn,(1929)
- Rennsymphonie (1929)
- Alles dreht sich, alles bewegt sich (1929)
- Everyday (1929 film)|Everyday (1929)
- Neues Leben (1930)
- Europa Radio (1931)
- Hallo Everybody (1933)
- Keine Zeit für Tränen (1934)
- Vom Blitz zum Fernsenhbild (1936)
- Dreams That Money Can Buy (1947)
- 8 x 8: A Chess Sonata in 8 Movements (1957)
- Dadascope (1961)
- From the Circus to the Moon (1963)